# Hucky und seine Freunde
Hucky und seine Freunde (engl. The Huckleberry Hound Show) ist eine Zeichentrickserie der Hanna-Barbera-Studios aus den Jahren 1958 bis 1962.

## Inhalt
Hucky und seine Freunde enthielt zumeist drei Episoden zu ca. 7 Minuten. Zunächst bestand Titelheld Hucky, ein blauer Hund, seine Abenteuer im Alleingang. Sie führten ihn in verschiedensten Rollen an die unterschiedlichsten Orte, auch weit in die Vergangenheit. Hucky erprobte sich als Gladiator, als Robin Hood, als Riesentöter, als Mountie, als Admiral, als Pony-Express-Reiter, als Großwildjäger, als Streifenpolizist, als Farmer usw.
Danach folgten die Mäuse Pixie und Dixie, die stets versuchten, den übermächtigen Kater Jinks hereinzulegen. Zum Schluss kam Yogi Bär an die Reihe. Zusammen mit seinem kleinen, eher ängstlichen Kumpel Boo-Boo machte er in dem fiktiven Jellystone Park (Anspielung auf den berühmten Yellowstone-Nationalpark) Ranger Smith das Leben schwer. Im Laufe der Serie lernte Yogi seine Freundin Cindy kennen.
Nachdem er mit The Yogi Bear Show eine eigene Sendung erhalten hatte, wurde Yogi durch das Entenküken Yakky Doodle ersetzt. Dieses geriet dank seiner Naivität immer wieder in Gefahr und konnte oft nur durch seinen großen und vor allem schlagkräftigen Freund Chopper (eine weiße Bulldogge) gerettet werden. In den USA wurde Yakky Doodle hingegen der neuen Yogi Bear Show hinzugefügt, stattdessen füllte Hokey Wolf die Huckleberry Hound Show auf.

## Produktion und Veröffentlichung
Die Serie wurde von 1958 bis 1962 durch die Hanna-Barbera-Studios unter der Leitung von William Hanna und Joseph Barbera produziert. Für die Musik war Hoyt Curtin verantwortlich. Die Serie wurde von 2. Oktober 1958 bis 24. April 1962 durch Regionalsender in den USA ausgestrahlt.
In Deutschland lief die Sendung von 1961 bis 1968 in sämtlichen sieben ARD-Regionalprogrammen. Ab 2006 folgten mehrere Wiederholungen beim Sender Boomerang. Die Serie wurde unter anderem auch ins Portugiesische, Italienische, Französische, Ungarische und Japanische übersetzt.
In Ungarn erlangte die Serie ab den 1960er Jahren unter dem Titel Foxi Maxi Kultstatus, wozu vor allem die witzigen gereimten Dialoge von József Romhányi beitrugen. Das im Realsozialismus an den Universitäten gelehrte Fach Marxismus-Leninismus wurde damals bald ironisch foxi maxi genannt.

## Synchronisation
| Rolle       | Englischer Sprecher | Deutscher Sprecher |
| ----------- | ------------------- | ------------------ |
| Hucky       | Daws Butler         | Klaus Miedel       |
| Dixie       | Daws Butler         | Edith Hancke       |
| Pixie       | Don Messick         | Edith Hancke       |
| Ding A Ling | Doug Young          |                    |

## Comics
Alle genannten Hanna-Barbera-Charaktere tauchten auch in Comic-Heftreihen (Neuer Tessloff Verlag u. a.) und Bilderbüchern (Delphin-Verlag u. a.) auf.